# Мавзолей Алкожа-ата
Мавзолей Алкожа-ата (каз. Әлқожа ата кесенесі) — мавзолей в Туркестане. Входит в состав заповедника-музея «Азрет-Султан». С 2022 года — памятник истории и культуры Казахстана республиканского значения.

## История
По преданиям мавзолей возведён над захоронением ученика и зятя Ходжи Ахмеда Ясави, мужа его дочери Гаухар — Алкожи.
По одной из легенд Алкожа-ата был потомком одного из ближайших сподвижников пророка Мухаммеда — Абу Бакра. Потомки Абу Бакра — братья Жакып и Абдумалик после учёбы в Самарканде приехали в Туркестан. Старший брат Жакып продолжил путь и в итоге обосновался в городе Узгене, а Абдумалик остался в Туркестане и служил в медресе Ходжи Ахмеда Ясави, вместе с Ахмедой Ясави совершил хадж. Сын Абдумалика Алкожа был одним из любимых учеником Ахмеда Ясави. Абдумалик женил Алкожу на дочери Ахмеда Ясави — Гаухар.